# Martin Malvy

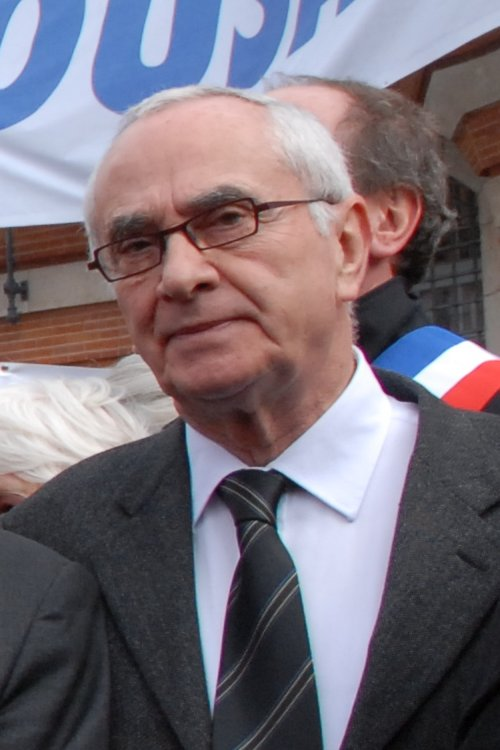
Martin Malvy

Martin Malvy  (* 24. Februar 1936 in Paris) ist ein französischer Politiker der Parti socialiste (PS), der Mitglied der Nationalversammlung (Assemblée nationale), Staatssekretär und Minister war. Er war ferner zwischen 1998 und 2015 Präsident des Regionalrates von Midi-Pyrénées.

## Leben

### Bürgermeister, Mitglied der Nationalversammlung und Staatssekretär
Martin Malvy, ein Enkel des Politikers und mehrmaligen Innenministers Louis Malvy, war als Journalist tätig. Er wurde am 20. März 1970 für die Parti socialiste (PS) erstmals Mitglied des Generalrates des Département Lot und vertrat dort bis zum 23. März 2001 den Wahlkreis Kanton Vayrac. Darüber hinaus wurde er am 25. März 1977 Bürgermeister von Figeac und bekleidete dieses Amt ebenfalls bis zum 23. März 2001. Bei der Parlamentswahl vom 12. März 1978 wurde er für die PS zum ersten Mal zum Mitglied der Nationalversammlung (Assemblée nationale) gewählt und vertrat dort nach seiner Wiederwahl bei der Parlamentswahl vom 14. Juni 1981 zwischen dem 3. April 1978 und dem 24. August 1984 das Département Lot.
Im Anschluss legte Malvy am 24. August 1984 sein Abgeordnetenmandat nieder, nachdem er am 23. Juli 1984 im Kabinett Fabius das Amt als Staatssekretär für Energie im Ministerium für industrielle Weiterentwicklung und Außenhandel (Secrétaire d’Etat auprès du ministre du redéploiement industriel et du commerce extérieur, chargé de l’énergie) übernommen hatte. Dieses Amt bekleidete er bis zum 19. März 1986. Am 16. März 1986 wurde er bei der Parlamentswahl abermals zum Mitglied der Nationalversammlung gewählt und vertrat in dieser nach seiner Wiederwahl am 5. Juni 1988 zwischen dem 2. April 1986 und dem 4. Mai 1992 abermals das Département Lot. Während seiner Parlamentszugehörigkeit war er Mitglied verschiedener Parlamentsausschüsse und unter anderem vom 7. Juli 1988 bis zum 6. April 1992 Sonderberichterstatter des Ausschusses für Finanzen, Wirtschaft und Planung (Commission des finances, de l’économie générale et du Plan). Zugleich war er zwischen dem 24. Oktober 1990 und dem 5. April 1991 auch Berichterstatter der Untersuchungskommission für den Betrieb des Schaf- und Rindfleischmarktes (Commission d’enquête relative au fonctionnement du marché de la viande ovine et bovine).

### Haushaltsminister und Präsident des Regionalrates
Am 4. Mai 1992 legte Martin Malvy sein Abgeordnetenmandat erneut nieder und übernahm im Kabinett Bérégovoy zunächst das Amt als Staatssekretär beim Premierminister für die Beziehungen zum Parlament sowie zugleich als Regierungssprecher (Secrétaire d’Etat auprès du premier ministre aux relations avec le parlement, porte-parole du gouvernement). Im Zuge einer Kabinettsumbildung wurde er am 2. Oktober 1992 Nachfolger von Michel Charasse als Haushaltsminister (Ministre du budget) und behielt dieses Amt bis zum 29. März 1993. Zu seinen Mitarbeitern in dieser Zeit gehörten François Lamy sowie Henri Weber. Bei der Parlamentswahl am 28. März 1993 wiederum wurde er wieder zum Mitglied der Nationalversammlung gewählt und gehörte dieser nach seiner Wiederwahl bei der Parlamentswahl am 1. Juni 1997 als Vertreter des Département Lot in der zehnten und elften Legislaturperiode vom 2. April 1993 bis zu seinem Rücktritt am 5. Mai 1998 an. Während dieser Zeit fungierte er als Nachfolger von Jean Auroux zwischen dem 1. April 1993 und seiner Ablösung durch Laurent Fabius am 1. Oktober 1995 als Vorsitzender der Fraktion der Parti socialiste in der Nationalversammlung.
Nach seinem Ausscheiden aus der Nationalversammlung wurde Malvy am 15. März 1998 Nachfolger von Marc Censi als Präsident des Regionalrates von Midi-Pyrénées. In dieser Funktion wurde er am 28. März 2004 sowie am 26. März 2010 wiedergewählt und behielt die Funktion bis zur Zusammenlegung der Region Midi-Pyrénées mit der Region Languedoc-Roussillon zur neuen Region Okzitanien am 1. Januar 2016. Im Anschluss war er drei Tage lang vom 1. bis zum 4. Januar 2016 Präsident des Regionalrates von Okzitanien und wurde danach von Carole Delga abgelöst. Er war ferner zwischen dem 1. Januar 2014 und dem 10. Februar 2018 Präsident des Gemeindeverbandes der Communauté de communes Figeac-Communauté beziehungsweise ab dem 10. November 2016 der Communauté de communes Grand-Figeac.

## Veröffentlichungen
- Républicains espagnols en Midi-Pyrénées. Exil, histoire et mémoire, 2004
- Des racines, des combats et des rêves. Biographie – Entretiens avec les journalistes Jean-Christophe Giesbert & Marc Teynier, 2010